# جو غريفين
جو غريفين (1972 - ) (بالإنجليزية: Joe Griffin)‏ هو لاعب كرة سلة أمريكي في مركز هجوم صغير الجسم.